# Hemiphileurus cayennensis
Hemiphileurus cayennensis är en skalbaggsart som beskrevs av S. Endrödi 1985. Hemiphileurus cayennensis ingår i släktet Hemiphileurus och familjen Dynastidae. Inga underarter finns listade i Catalogue of Life.